# Chiesa dei Santi Pietro e Paolo (Tarvisio)
La chiesa dei Santi Pietro e Paolo è la parrocchiale di Tarvisio, in provincia ed arcidiocesi di Udine; fa parte della forania della Montagna. Inoltre, è sede dell'omonima unità pastorale.

## Storia

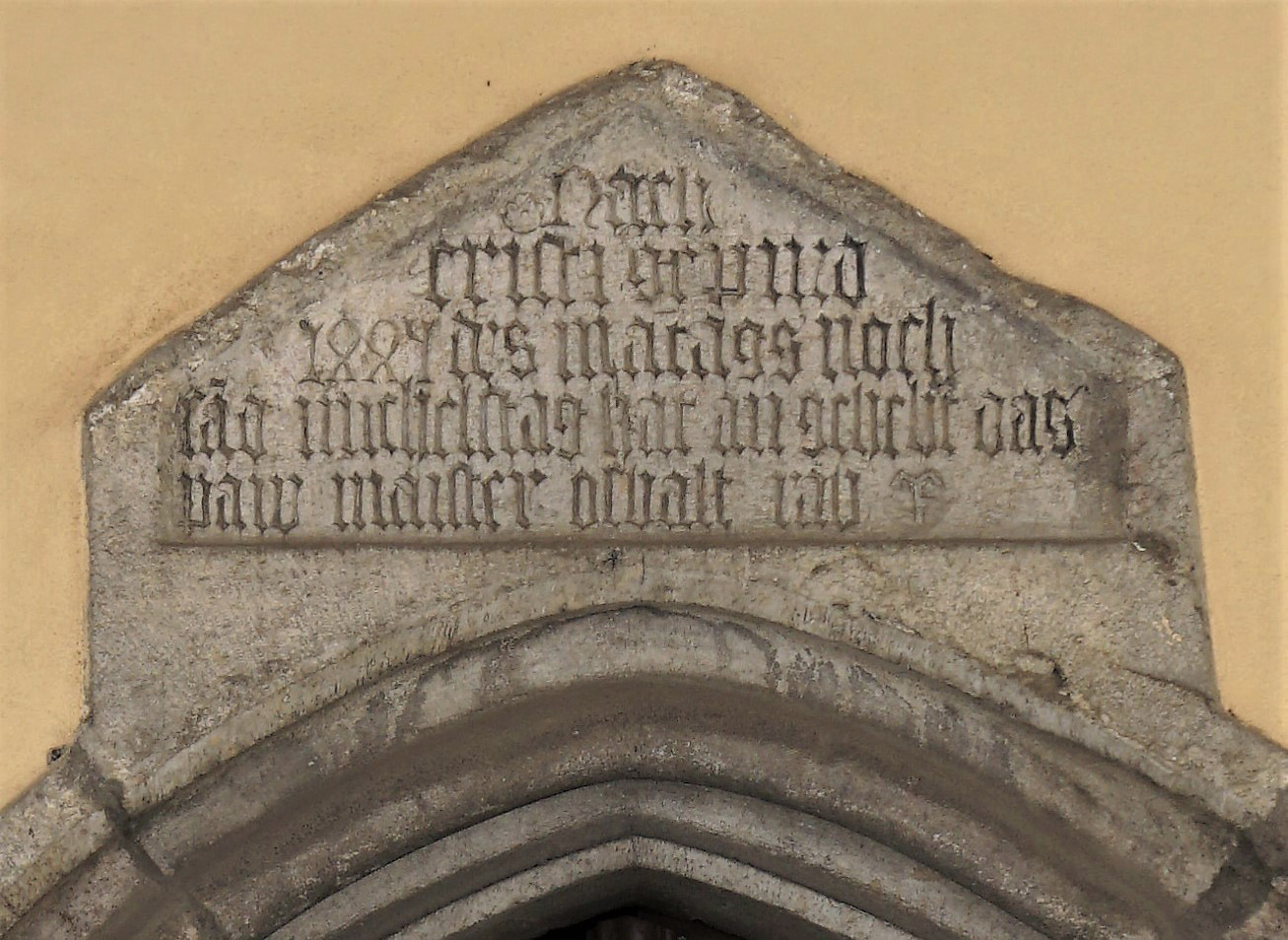
La data 1445 nella lapide posta sopra il portone d'ingresso della chiesa

La parrocchiale di Tarvisio fu fondata nel 1399 sul luogo di una precedente chiesetta dell'XI secolo e assunse il nuovo aspetto nel 1445.
Nel 1905 questa chiesa divenne sede decanale, ruolo precedentemente ricoperto dalla pieve di Camporosso.
Il 20 febbraio 1932, in seguito alla bolla Quo Christi fideles di papa Pio XI, l'intero decanato di Tarvisio passò dalla diocesi di Gurk all'arcidiocesi di Udine.
Tra i vari ampliamenti che hanno modificato l'aspetto della chiesa, importanti furono quelli eseguiti tra il 1959 e il 1962, quando l'edificio fu allungato in direzione della piazza.
Dal luglio 2018 la parrocchiale di Tarvisio non è più sede decanale, in quanto la forania di Tarvisio è stata accorpata a quella della Montagna.

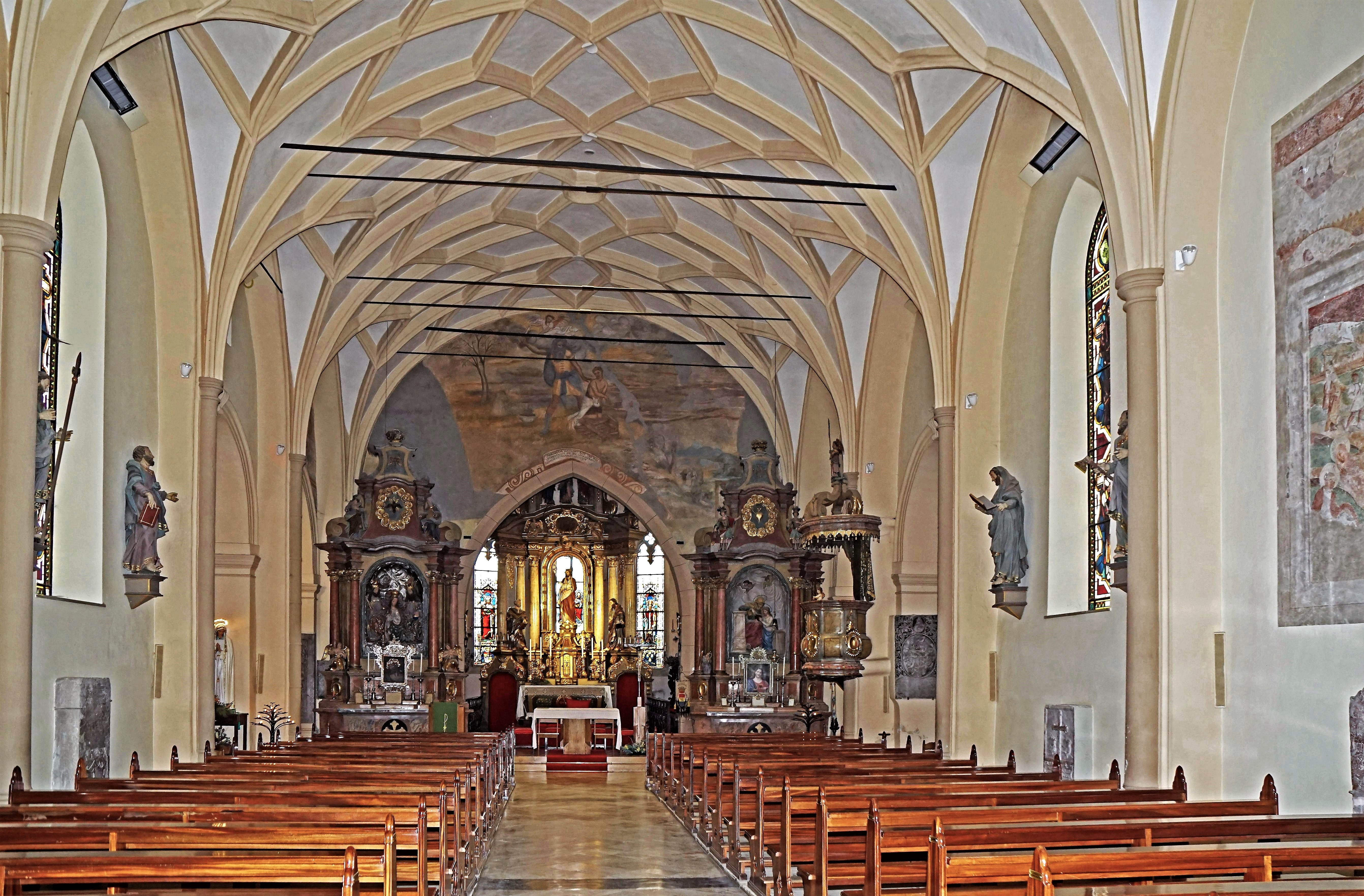
L'interno